# Eduard Flechsig
Wilhelm Eduard Flechsig (* 9. April 1864 in Zwickau; † 1. Dezember 1944 in Achim bei Wolfenbüttel) war ein deutscher Kunsthistoriker und Museumsbeamter. Er war seit 1895 am Braunschweiger Herzog Anton Ulrich-Museum tätig, dessen Leitung er von 1924 bis 1931 innehatte. Er verhinderte 1930/31 den geplanten Verkauf des Vermeer-Gemäldes Das Mädchen mit dem Weinglas, eines der kostbarsten Werke der Sammlung.

## Leben
Der Sohn des Baumeisters Eduard Flechsig legte das Abitur am Zwickauer Gymnasium ab. Er studierte ab 1885 Kunstwissenschaft, Geschichte und Germanistik in Heidelberg, Straßburg und Leipzig. Zu seinen akademischen Lehrern zählten Anton Springer und Hubert Janitschek. Flechsig wurde 1892 an der Universität Leipzig mit der Dissertation Die Dekoration der modernen Bühne in Italien promoviert. In Leipzig wurde er Mitglied der Universitäts-Sängerschaft zu St. Pauli.
Nach zweijährigen privaten Studien am Kupferstichkabinett Dresden folgte 1894 eine Tätigkeit als Dozent an der Leipziger Kunstakademie. Im Jahre 1895 wurde er wissenschaftlicher Hilfsarbeiter am Herzoglichen Museum in Braunschweig, dem heutigen Herzog Anton Ulrich-Museum, wo er 1901 zum Museumsinspektor ernannt wurde. Er war zuständig für die Gemäldegalerie und das Kupferstichkabinett. 1911 wurde er zum Professor ernannt. Vom 1. Oktober 1924 bis zu seiner Pensionierung am 1. Oktober 1931 leitete er als Nachfolger Paul Jonas Meiers das Museum, allerdings ohne den Rang eines Direktors. Seit dem 1. September 1925 stand ihm der Kunsthistoriker August Fink als Museumsassistent zur Seite, der 1931 Flechsigs Nachfolger als Leiter des Herzog Anton Ulrich-Museums wurde.

### Der verhinderte Vermeer-Verkauf 1930/31

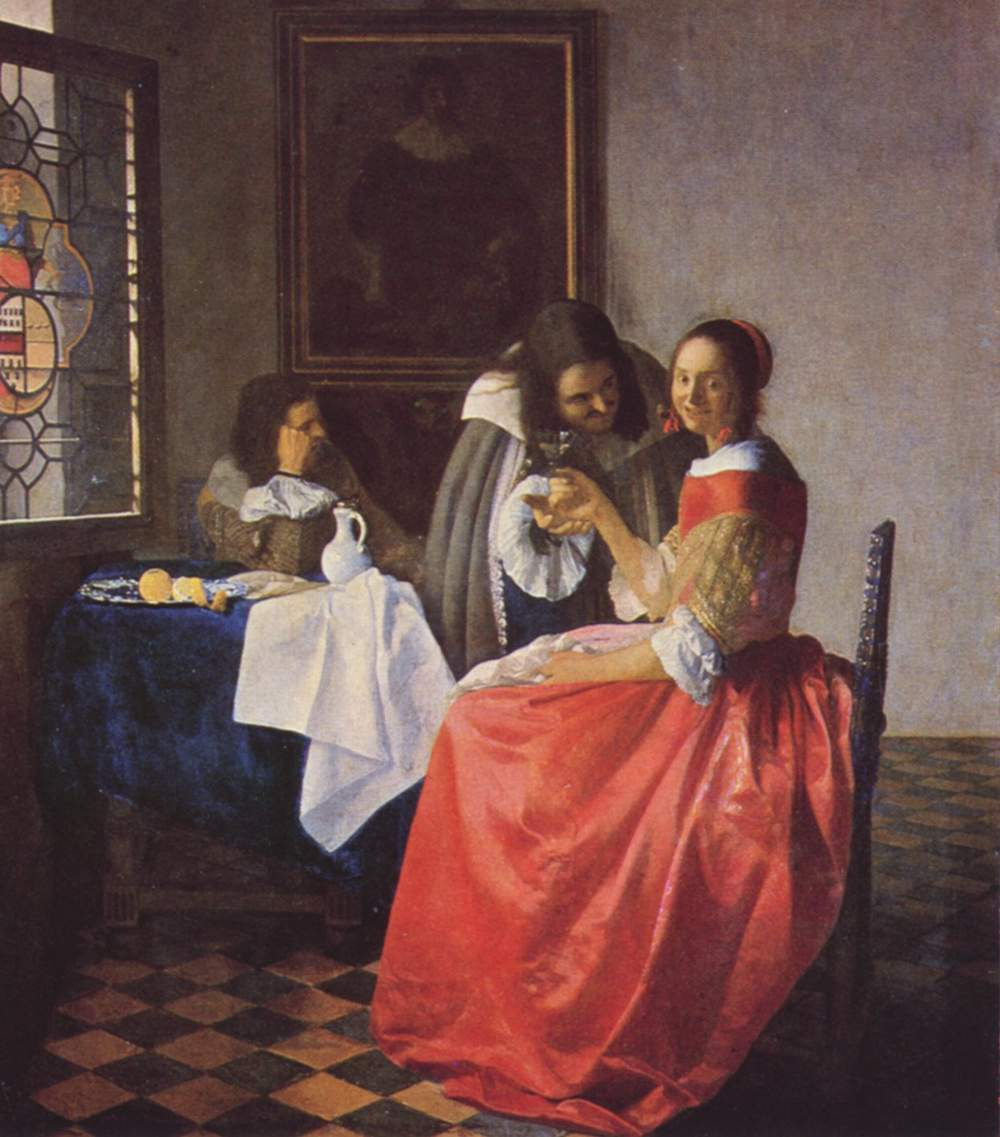
Jan Vermeer: Das Mädchen mit dem Weinglas

In den Zeiten der Weltwirtschaftskrise plante der Vorstand der Museums- und Bibliotheksstiftung von Haus und Land Braunschweig gegen den Widerstand Flechsigs den Verkauf eines der kostbarsten Gemälde der Sammlung, Vermeers Das Mädchen mit dem Weinglas, ins Ausland. Die Verkaufsverhandlungen waren begleitet von einem deutschlandweiten Protest von Museumsdirektoren wie z. B. Gustav Pauli und Emil Waldmann. Schließlich erließ der Reichsinnenminister ein Ausfuhrverbot und der Braunschweigische Landtag lehnte den Verkauf am 16. Februar 1931 ab.

### Forschungstätigkeit
Flechsigs Forschungsschwerpunkt lag auf der deutschen Grafik des 15. und 16. Jahrhunderts. Er verfasste monographische Studien über den Hausbuchmeister, Lucas Cranach d. Ä., Albrecht Dürer und Martin Schongauer.

### Familie
Flechsig war seit 1904 verheiratet mit Else Walther. Aus der Ehe gingen eine Tochter und zwei Söhne, darunter der Sprachforscher und Volkskundler Werner Flechsig, hervor. Sein Vetter war der Psychiater und Hirnforscher Paul Flechsig (1847–1929).

## Ehrungen
- 1944: Goethe-Medaille für Kunst und Wissenschaft[4]

## Schriften (Auswahl)
- Cranachstudien, 1900.
- Verzeichnis der Gemäldesammlung in Landes-Museum zu Braunschweig, Braunschweig 1922.
- Albrecht Dürer, Sein Leben und seine künstlerische Entwicklung, zwei Bände, Berlin 1928–1931.
- Martin Schongauer, Straßburg 1951.